# Teleskop-
Prefixet teleskop- används för att beskriva föremål som går att skjuta ihop på ett visst sätt. Liknelsen kommer från äldre tiders tubkikare, som bestod av flera rör med olika diameter. När kikaren inte skulle användas, gick den att skjuta ihop så att segmenten gled in i varandra. I överförd bemärkelse används förledet i till exempel teleskopstege och teleskopgasklocka. Dessutom finns inom matematiken begreppet teleskoperande serie.